# パトリシア・プティボン
パトリシア・プティボン（Patricia Petibon、1970年2月27日 - ）は、フランスのコロラトゥーラ・ソプラノ歌手。

## 経歴
モンタルジの生まれ。パリ国立高等音楽・舞踊学校で学び、1995年に一等賞で卒業する。
ウィリアム・クリスティ、ジョン・エリオット・ガーディナー、マルク・ミンコフスキ、ニコラウス・アーノンクールおよびウィーン・コンツェントゥス・ムジクス、ロバート・ウィルソン（en:Robert Wilson (director)）らと仕事をする。これまでレコーディングした作曲家は、リュリ、シャルパンティエ、ラモー、ステファノ・ランディ（en:Stefano Landi）、フランソワ・クープラン、ヘンデル、グルック、モーツァルト、ハイドン、カルダーラ、レナード・バーンスタイン、バーバー、ドビュッシー、メユール、ヨンメッリ、オッフェンバック、ドリーブ、プーランク、ニコラ・ラコ・ドゥ・グランヴァル（fr:Nicolas Racot de Grandval）など。
作曲家のエリック・タンギー(fr:Éric Tanguy）と結婚し、一子がある。タンギーと別離後、2015年にフランスのジャズ・ヴァイオリン奏者であるディディエ・ロックウッドと再婚している。

## ディスコグラフィ

### ソロ
- Airs baroques français（パトリシア・プティボン/フランス・バロック・アリア、fr:Airs baroques français, 2001年） - パトリック・コーエン＝アケナイン指揮、レ・フォリー・フランセーズ 。
- Les Fantaisies de Patricia Petibon（2004年）
- フレンチ・タッチ（2004年）
- Amour et Mascarade: Purcell et l'Italie

### オペラ/オペレッタ/オラトリオ
- ヘンデル:『エイシスとガラテア』（1990年） - ウィリアム・クリスティ指揮、レザール・フロリサン。Damon役。
- メユール『ストラトニーチェ』、1996年） - ウィリアム・クリスティ指揮。ストラトニーチェ役。
- ランディ:『聖アレッシオ （1996年） - ウィリアム・クリスティ指揮。アレッシオ役。
- ラモー『イポリートとアリシー』、1997年） - ウィリアム・クリスティ指揮。巫女/羊飼いの女役。
- ドリーブ『ラクメ』、1998年） - ミシェル・プラッソン指揮、トゥールーズ・キャピトル国立管弦楽団および合唱団。エレン役。
- カルダーラ:『キリストの受難』（1999年） - ファビオ・ビオンディ指揮、エウローパ・ガランテ。マグダラのマリア役。
- モーツァルト:『後宮からの逃走』（1999年） - ウィリアム・クリスティ指揮。ブロンデ役。
- マスネ『ウェルテル』（全曲）（1999年） - アントニオ・パッパーノ指揮。ソフィー役。
- ハイドン:『アルミーダ』（2000年） - ニコラウス・アーノンクール指揮。ゼルミーラ役。
- オッフェンバック『地獄のオルフェ』（2002年） - マルク・ミンコフスキ指揮。キューピッド役。
- シャルパンティエ:『オルフェウスの冥府下り（フランス語版）』、2005年） - ウィリアム・クリスティ指揮。ダフネ役。
- ヨンメッリ『見捨てられたアルミーダ』、2005年） - クリストフ・ルセ指揮、レ・タラン・リリク。騎士ウバルド役。
- ハイドン：歌劇『騎士オルランド』（2006年） - ニコラウス・アーノンクール指揮。アンジェリカ役。
- オッフェンバック『ホフマン物語』、2006年） - オランピア役。

### ミサ曲/合唱曲
- クープラン：『ルソン・ド・テネブレ』 （1997年）- ウィリアム・クリスティ指揮 レザール・フロリサン。
- モーツァルト:ミサ曲ハ短調（1999年） - ウィリアム・クリスティ指揮 レザール・フロリサン。
- オルフ：カルミナ・ブラーナ（2010年）- ダニエル・ハーディング指揮 バイエルン放送交響楽団 バイエルン放送合唱団。
- プーランク：『スターバト・マーテル』（2013年）- パーヴォ・ヤルヴィ指揮 パリ管弦楽団 パリ管弦楽団合唱団。

### ゲスト参加
- American Boychoir - Fast Cats and Mysterious Cows ~ Songs from America（1999年）
- シャルパンティエ:ディヴェルテ（1999年） - ウィリアム・クリスティ指揮、レザール・フロリサン。
- Futuristiq, Demain c'est maintenant（2001年）
- Ophélie Gaillard - Cuvée 2000（2001年） - オフェリー・ガイヤール。
- George Frideric Handel - Arcadian Duets（2002年）
- 君のために歌おう（2004年） - フローラン・パニー。
- シャルパンティエ/ヴェルサイユの歓び（2005年） - ウィリアム・クリスティ指揮。

## フィルモグラフィ
- プーランク『カルメル派修道女の対話』（1999年、テレビ） - コスタンス役。
- グルック『オルフェオとエウリディーチェ』（Orphée et Eurydice）、2000年、テレビ） - アモール役。
- モーツァルト:『後宮からの逃走』（2003年、テレビ） - ブロンデ役。
- ラモー『優雅なインドの国々』（2004年、DVD） - Zima役。